# Кульбаба солончакова
Кульбаба солончакова (Taraxacum salsum) — вид квіткових рослин з підродини цикорієвих (Cichorioideae).

## Поширення
Ендемік Криму — Україна.

## Біоморфологічна характеристика
Це багаторічна рослина. Належить до Taraxacum sect. Piesis.